# Leonardo (serial telewizyjny)
Leonardo (2011–2012) – brytyjski serial przygodowy.
Światowa premiera serialu miała miejsce 11 kwietnia 2011 roku na antenie CBBC. W Polsce serial jest nadawany na kanale Filmbox Family z polskim lektorem. Od 1 grudnia 2012 roku serial jest nadawany na kanale TeleTOON+ z polskim dubbingiem.

## Fabuła
Serial opowiada o losach grupy nastolatków – „Maca” Machiavellego, Lisy oraz młodego Leonarda da Vinci, którzy odkrywają tajne stowarzyszenie zagrażające miastu.

## Obsada
- Jonathan Bailey jako Leonardo da Vinci
- Flora Spencer-Longhurst jako Tomaso/Lisa Gherardini
- Akemnji Ndifornyen jako Machiavelli
- Colin Ryan jako Lorenzo de' Medici
- Alistair McGowan jako Piero de' Medici
- James Cunningham jako Andrea del Verrocchio
- Thembalethu Ntuli jako Cosimo

## Wersja polska

### Lektor (FilmBox Family)
Wersja polska: na zlecenie Filmbox – STUDIO SONORIA

Opracowanie na podstawie tłumaczenia: Dawida Szymańskiego – Dorota Suske

Czytał: Piotr Borowiec

### Dubbing (teleTOON+)
Występują:
- Paweł Ciołkosz – Leonardo da Vinci
- Paulina Komenda – Lisa/Tomaso Gherardini
- Otar Saralidze – Machiavelli
- Przemysław Wyszyński – Lorenzo de’ Medici
- Jacek Król – Piero de’ Medici

W pozostałych rolach:
- Leon Charewicz – Andrea del Verrocchio
- Jolanta Olszewska – Teresa de’ Medici (odc. 1, 8, 10)
- Lech Łotocki – Profesor Pico (odc. 2)
- Przemysław Predygier – Gilberto Degli Specchi (odc. 2)
- Michał Pakuła – Cosimo
- Stefan Knothe – Valerio (odc. 3, 10-12)
- Szymon Kuśmider –
  - Rizzo (odc. 3),
  - Placidi (odc. 6, 10-12)
- Andrzej Blumenfeld – Lucio Zangari (odc. 4)
- Agata Góral – Petronella Conti (odc. 4)
- Katarzyna Ankudowicz – Valentina (odc. 5)
- Miłogost Reczek – Eduardo (odc. 5)
- Wojciech Chorąży – Carlo (odc. 6)
- Artur Dziurman – Mazzini (odc. 7, 13)
- Cezary Morawski – Książę (odc. 8, 10, 12-13)
- Adam Fidusiewicz – Michelangelo di Lodovico Buonarroti Simoni (odc. 8)
- Dorota Landowska – Sofia (odc. 9)
- Wojciech Czerwiński – Giacomo (odc. 9)
- Wojan Trocki – Giovanni (odc. 10)
- Agata Skórska – Maria (odc. 11)

oraz:
- Mateusz Rusin – Luca (odc. 3)
- Miłosz Konkel
- Maciej Falana
- Mateusz Narloch
- Beniamin Lewandowski
- Andrzej Gawroński

i inni
Wersja polska: na zlecenie teleTOON+ – Master Film

Dialogi i reżyseria: Dariusz Dunowski

Dźwięk i montaż: Aneta Michalczyk-Falana

Kierownictwo produkcji: Romuald Cieślak
Lektor: Kacper Kaliszewski

## Spis odcinków
| Premiera odcinka (TeleTOON+) | N/o | Angielski tytuł           |
| ---------------------------- | --- | ------------------------- |
|                              |     |                           |
| SERIA PIERWSZA               |     |                           |
|                              |     |                           |
| 01.12.2012                   | 01  | Anything Is Possible      |
|                              |     |                           |
| 02.12.2012                   | 02  | Da Vinci’s Code           |
|                              |     |                           |
| 08.12.2012                   | 03  | Wing And A Prayer         |
|                              |     |                           |
| 09.12.2012                   | 04  | Something Wicked          |
|                              |     |                           |
| 15.12.2012                   | 05  | It Must Be Love           |
|                              |     |                           |
| 16.12.2012                   | 06  | The Lightning Box         |
|                              |     |                           |
| 22.12.2012                   | 07  | Time Waits                |
|                              |     |                           |
| 23.12.2012                   | 08  | Angels and Cherubs        |
|                              |     |                           |
| 29.12.2012                   | 09  | Lost and Found            |
|                              |     |                           |
| 30.12.2012                   | 10  | Servants of Florence      |
|                              |     |                           |
| 06.01.2013                   | 11  | Bandit Queen              |
|                              |     |                           |
| 12.01.2013                   | 12  | Fireball                  |
|                              |     |                           |
| 13.01.2013                   | 13  | Enter the Robot           |
|                              |     |                           |
| SERIA DRUGA                  |     |                           |
|                              |     |                           |
|                              | 14  | Illusion                  |
|                              |     |                           |
|                              | 15  | Perspective               |
|                              |     |                           |
|                              | 16  | The Betrothal Ball        |
|                              |     |                           |
|                              | 17  | Cat and Mouse             |
|                              |     |                           |
|                              | 18  | Diabolical Acts           |
|                              |     |                           |
|                              | 19  | Dragon Hunt               |
|                              |     |                           |
|                              | 20  | The Mask of Death         |
|                              |     |                           |
|                              | 21  | Stupid Cupid              |
|                              |     |                           |
|                              | 22  | The Tortoise and the Hare |
|                              |     |                           |
|                              | 23  | By the Sword              |
|                              |     |                           |
|                              | 24  | Hitched                   |
|                              |     |                           |
|                              | 25  | The Fugitive              |
|                              |     |                           |
|                              | 26  | The Dogs of War           |
|                              |     |                           |